# Ніколь-Рейн Лепот
Ніколь-Рейн Лепот, урожд. Етабль де Лабрієр (фр. Nicole-Reine Lepaute; 5 січня 1723, Париж — 6 грудня 1788, Сен-Клу
) — перша французька жінка-математик і астроном.

## Біографія
Ніколь-Рейн Етабль де Лабрієр народилася 5 січня 1723 року в Люксембурзькому палаці в Парижі, де її батько служив у будинку королеви Іспанії Луїзи-Єлизавети Орлеанської.
27 серпня 1748 року вийшла заміж за Жана Андре Лепота, з 1753 року — королівського годинникаря. Допомагаючи чоловікові в його роботі, незабаром познайомилася з Ж. Лаландом, запрошеним Французької академією наук оцінити можливості застосування в астрономії годин нового типу, розроблених її чоловіком. Незабаром Жан Андре зацікавився ідеєю створення астрономічних годин і в 1755 році опублікував «Трактат про годинникову справу...» («Traité d Horlogerie...»). Цей трактат містив першу математичну роботу Ніколь-Рейн — таблиці коливань маятника.
У червні 1757 року Ж. Лаланд вирішив розрахувати точну дату повернення комети Галлея, враховуючи гравітаційний вплив Юпітера і Сатурна на орбіту комети. Він звернувся за допомогою до А. Клеро, план робіт якого включав величезну кількість обчислювальної роботи. Для допомоги в обчисленнях була запрошена Ніколь-Рейн. 14 листопада 1758 року Клеро доповів Французькій академії наук, що комета повинна досягти свого перигелію в середині квітня 1759 року (насправді це сталося 13 березня 1759). У 1760 році Клеро описав обчислення траєкторії руху у своїй роботі «Теорія комет» («Theorie des comètes»), не згадавши Ніколь-Рейн у списку осіб, що співпрацювали. Цей факт призвів до розриву між Клеро і Лаландом, ніколи більше не брали участь спільно в астрономічних проектах. Пізніше, в 1803 році, Лаланд за її участь в обчисленнях висловив вдячність Ніколь-Рейн у своїй роботі «Астрономічна бібліографія» («Bibliographie Astronomique»).
У 1760—1776 роках Ніколь-Рейн Лепот брала участь в обчисленні таблиць для астрономічного альманаху «Connaissance des temps» (редактор Ж. Лаланд). У 1761 році стала членом Академії Безьє. У 1762 році розрахувала і склала детальну карту кільцеподібного сонячного затемнення, що спостерігалося в Парижі 1 квітня 1764 року. Пізніше Ніколь-Рейн брала участь у випуску томів VII (1775-1784) і VIII (1785-1792) «Ефемерид небесних тіл» («Ephémérides des mouvements célestes»).
Останні роки життя провела в Сен-Клу, доглядаючи за чоловіком, який до 1774 року залишив годинникову справу і страждав нервовим розладом. Померла за кілька місяців до смерті чоловіка, 6 грудня 1788 року, у віці 66 років.
В честь Ніколь-Рейн Лепот названі місячний кратер і астероїд 7720 Lepaute (4559 P-L). 
У Парижі і Діжоні є вулиці, що носять ім'я Ніколь-Рейн Лепот.

## Цікаві факти
- Філібер Коммерсон, французький вчений-натураліст, в честь Ніколь-Рейн Лепот назвав «Потією» (Peautia, враховуючи що початкове «Ле» в прізвищі являє собою артикль) нову квітку, яку привезено з Японії. Проте пізніше він виявив, що така назва вже  дана рослині з Мадагаскару. Зберігся запис вченого на ботанічної ілюстрації: Peautia Coelestina nobis primum dicta, sed Hortensia melius diceretur (спочатку ми назвали її Peautia Coelestina але краще назвати Hortensia). Таким чином, квітка отримав назву «гортензія». У зв'язку з цим можна зустріти версію, що Гортензією в родині називали мадам Лепот[5][9].
- Не маючи власних дітей, Ніколь-Рейн Лепот займалася вихованням двох племінників чоловіка, запрошених з Тон-ла-Лонг (Мез) — батьківщини всіх відомих годинникарів династії Лепот. Один з них, Жозеф Лепот, згодом працював в обсерваторії Колежу Чотирьох Націй, ставши учнем Ж. Лаланда. Жозеф брав участь у 2-й експедиції Кергелена (1773), після чого був обраний професором математики Військової школи Франції (1777). У 1785 році обраний до Французької академії наук. У тому ж році почалася участь Жозефа у навколосвітній подорожі Лаперуза, під час якої він загинув разом з усією експедицією на острові Ванікоро.